# Officesuite
OfficeSuite  è una suite per ufficio multipiattaforma sviluppata da MobiSystems.
Esce in versione per Android, iOS e Microsoft Windows (PC) e aggiunge ampie possibilità elaborazione PDF alla sua compatibilità con i formati di file Microsoft Office utilizzati più di frequente. Il software ha oltre 220 milioni di download su Google Play e fa parte delle applicazioni business più usate su Android.
OfficeSuite è preinstallato su dispositivi Sony, Amazon, Alcatel, Sharp, Toshiba, ZTE, Huawei, Kyocera e altri.

## Storia
Il software è stato distribuito per la prima volta come applicazione mobile su Palm OS nel 2004 (incorporando le vecchie app MobiSystems: Quick Spell, Quick Check e Quick Write), seguito da Symbian nel 2005.
Fino al 2009, OfficeSuite veniva utilizzato principalmente come lettore. Successivamente, MobiSystems ha ricevuto una richiesta da parte di Sony per lo sviluppo di una soluzione per suite per ufficio basata su Android, tuttavia con tempi di sviluppo di sole 12 settimane. Gli sviluppatori sono riusciti nell'impresa e Sony ha preinstallato OfficeSuite appena sviluppata su tutti i loro dispositivi Android nel 2009.
Il software ha debuttato su iOS nel 2013 e la prima versione desktop per Windows è apparsa nel 2016. 
Oltre alla possibilità di connettersi a qualsiasi provider cloud come Google Drive, Box, iCloud, OneDrive e altri, OfficeSuite offre spazio di archiviazione nel proprio cloud di MobiSystems: MobiSystems Drive.
Nel 2018 l'app è stata selezionata da Google per essere tra i pochi a ricevere l'Android Excellence Award.

## Componenti di OfficeSuite
- OfficeSuite Documents  - Editor di testo
- OfficeSuite Mail - Email con calendario
- OfficeSuite Sheets - Editor di fogli di calcolo
- OfficeSuite PDF - Visualizzatore ed editor di PDF
- OfficeSuite Slides - Programmi di presentazione

## Tipologie di licenza

### Android:[6]
- OfficeSuite Versione Gratuita  - aggiornabile a OfficeSuite Pro o * OfficeSuite Personal / Premium
- OfficeSuite Pro di Prova  - · Aggiornabile a Office Suite Pro
- OfficeSuite Pro - · Aggiornabile a * OfficeSuite Personal / Premium

### iOS[7]
- OfficeSuite Free - · Aggiornabile a OfficeSuite Pro o * OfficeSuite Personal / Premium
- OfficeSuite Pro - aggiornabile a * OfficeSuite Personal / Premium

### Windows
- OfficeSuite Basic -Versione Gratuita
- OfficeSuite Personal
- OfficeSuite Group
- OfficeSuite Business

Sono disponibili prezzi e piani diversi per le licenze personali, di gruppo e aziendali.
- OfficeSuite Personal / Premium offre un utilizzo multipiattaforma con una singola licenza.

### Caratteristiche delle versioni del Software
1. OfficeSuite è compatibile con i file Microsoft Word, Microsoft Excel, Microsoft PowerPoint e Adobe PDF.[9][10]
2. OfficeSuite Pro è compatibile con quanto sopra elencato ed è in grado di stampare, convertire PDF in Word, Excel, ePUB, salvare come PDF e creare file protetti da password. Ha un'opzione per tracciare le modifiche.
3. OfficeSuite Personal/Premium è compatibile con tutto quanto sopra, ma può anche aggiungere foto della fotocamera, annotazioni PDF, salvare come CSV e creare la formattazione condizionale in Excel. Presenta inoltre le funzionalità multipiattaforma e consente agli utenti di installare OfficeSuite su tutte e tre le piattaforme (Android, iOS e Windows) utilizzando un l'acquisto di un'unica licenza.

Il software può modificare e gestire i file, nonché formattare font, colore, dimensioni e stile del testo e ha altre caratteristiche comuni al software della suite per ufficio.[15]

### Formati di file supportati
OfficeSuite offre la piena compatibilità con i formati Microsoft su tutte le piattaforme. Il software ha anche il supporto aggiuntivo per formati comuni (che possono variare per piattaforme diverse) e un modulo PDF che consente agli utenti di aprire, modificare ed esportare in file PDF, inclusa la scansione con fotocamera di PDF.

#### OfficeSuite per Android supporta
Apre i file: DOC, DOCX, DOCM, XLS, XLSX, XLSM, PPT, PPTX, PPS, PPSX, PPTM, PPSM, RTF, TXT, LOG, CSV, EML, ZIP, ODT, ODS, OD
Salva/Salva come files: DOC, DOCX, DOCM, XLS, XLSX, XLSM, PPT, PPTX, PPS, PPSX, PPTM, PPSM, RTF, TXT, LOG, CSV, EML, ZIP, ODT, ODS, ODP

#### OfficeSuite per iOS supporta
Apre i file: DOX, DOTX, DOCM, DOC, TXT, RTF, ODT (partial support), XSLX, XLTX, XLSM, XLS, CSV, PDF, PPTX, PPSX, POTX, PPTM, PPSM, POTM, PPT, POT, PPS.
Salva/Salva come files: DOX, DOTX, DOCM, DOC, TXT, RTF, ODT (partial support), XSLX, XLTX, XLSM, XLS, CSV, PDF, PPTX, PPSX, POTX, PPTM, PPSM, POTM, PPT, POT, PPS.

#### OfficeSuite per Windows supporta
Apre i file: DOX, DOTX, DOCM, DOC, TXT, RTF, ODT (partial support), XSLX, XLTX, XLSM, XLS, CSV, PDF, PPTX, PPSX, POTX, PPTM, PPSM, POTM, PPT, POT, PPS.
Salva/Salva come files: DOCX, DOTX, DOCM, DOC, TXT, RTF, XLSX, XLTX, XLSM, XLS, CSV, PDF, XPS, PPTX, PPSX, POTX, PPTM, PPSM, POTM, PPT, POT, PPS.

### Lingue

#### OfficeSuite per Android
Arabo, bengalese, bosniaco, bulgaro, catalano, cinese (tradizionale), cinese (Hong Kong), cinese (cinese semplificato), cinese (Taiwan), croato, ceco, danese, olandese, inglese, estone, finlandese, francese, francese (Canada), tedesco, greco (moderno), ebraico, hindi, ungherese, italiano, giapponese, kannada (India), coreano, lettone, lituano, macedone, malese, malayalam (India), marathi (India), norvegese Bokmål, Panjabi (Punjabi), persiano (persiano), polacco, portoghese (Brasile), portoghese (Portogallo), rumeno, russo, serbo, slovacco, sloveno, spagnolo (LATAM), spagnolo (Spagna), svedese, tagalog, tamil (India), Telugu, Tailandese, turco, ucraino, vietnamita.

#### OfficeSuite per IOS
Inglese, francese, tedesco, hindi, italiano, giapponese, russo, cinese semplificato, spagnolo, tailandese.

#### OfficeSuite per Windows (PC)
Inglese, francese, tedesco, hindi, italiano, giapponese, russo, cinese semplificato, spagnolo, tailandese.